# إيفا فيسلوفا
إيفا فيسلوفا مواليد 17 مارس 1981 في بوفاجسكا بيستريتسا، تشيكوسلوفاكيا، هي لاعبة كرة مضرب سلوفاكية سابقة بدأت مسيرتها كمحترفة سنة 1998، اعتزلت اللعب في 2009. أعلى تصنيف لها في الفردي كان 98. أعلى تصنيف لها في الزوجي كان 158.

## النهائيات

### الفردي (1–6)
| الحصيلة | الرقم | التاريخ        | الدورة                     | الأرضية | المنافس                | النتيجة       |
| ------- | ----- | -------------- | -------------------------- | ------- | ---------------------- | ------------- |
| الوصافة | 1.    | 13 سبتمبر 1999 | بيوجراد نا مورا، كرواتيا   | ترابية  | ميرفانا يوجيتش سالكيتش | 4–6, 2–6      |
| الفوز   | 1.    | 27 مارس 2000   | كوارتو سانت إلينا، إيطاليا | ترابية  | لورا بينيا             | 4–6, 6–1, 7–5 |
| الوصافة | 2.    | 26 مارس 2001   | باري، إيطاليا              | ترابية  | مارجيت رتل             | 6–3, 3–6, 1–6 |
| الوصافة | 3.    | 23 يوليو 2001  | تشيفيتانوفا ماركي، إيطاليا | ترابية  | جيزيلا دولكو           | 6–2, 3–6, 3–6 |
| الوصافة | 4.    | 22 أكتوبر 2001 | أوبولي، بولندا             | سجاد    | إيفيتا بينيسوفا        | 1–6, 3–6      |
| الوصافة | 5.    | 29 سبتمبر 2002 | جرندة، إسبانيا             | ترابية  | لوبوميرا كرهاجكفا      | 3–6, 5–7      |
| الوصافة | 6.    | 4 يوليو 2005   | دارمشتات، ألمانيا          | ترابية  | فانيسا هينكه           | 6–7(4–7), 1–6 |

## روابط خارجية
- إيفا فيسلوفا على موقع رابطة محترفات التنس (الإنجليزية)
- إيفا فيسلوفا على موقع الاتحاد الدولي لكرة المضرب (الإنجليزية)
- إيفا فيسلوفا على موقع كأس بيلي جين كينغ (الإنجليزية)
- إيفا فيسلوفا على موقع خلاصة التنس.كوم (الإنجليزية)